# 로후스 미슈
로후스 미슈(독일어: Rochus Misch, 1917년 7월 29일 ~ 2013년 9월 5일)는 독일의 군인이다. 제1SS기갑사단 경호친위대 아돌프 히틀러에서 상급분대지도자를 지냈다. 폴란드 침공 첫 달에 심한 부상을 당했고, 회복된 이후 1940년에서 1945년 4월까지 퓌러호위사령부에서 아돌프 히틀러의 경호, 전령, 전화수 역할을 했다. 2013년 9월 사망했을 당시 퓌러엄폐호 입주자들 중 최후의 생존자로 널리 알려졌다.